# رادیو کریستالی

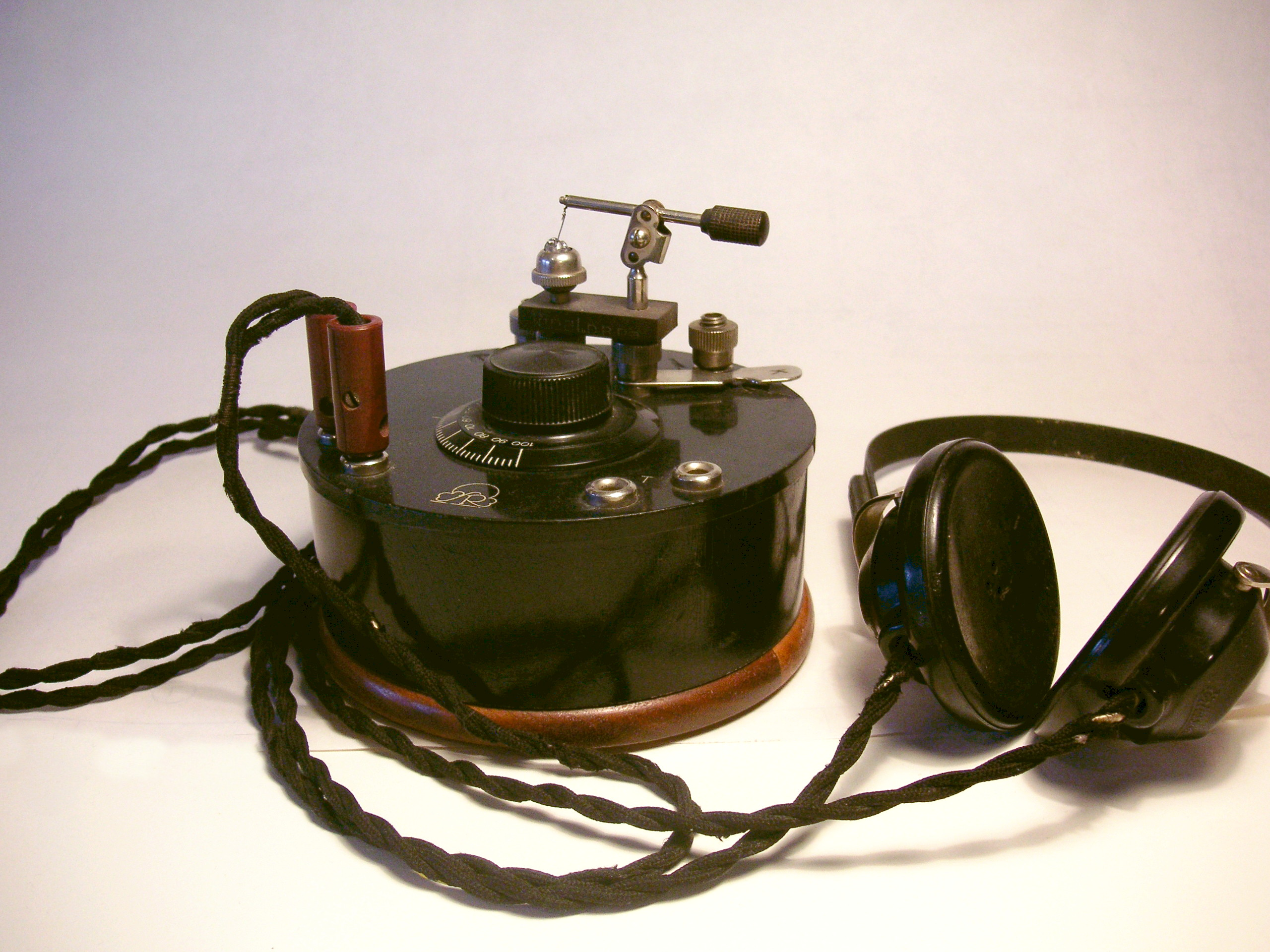
رادیو کریستال سوئدی از سال ۱۹۲۲ ساخته شده توسط رادیولا، با هدفون. دستگاه در بالا رادیو آشکارساز سیبیل گربه است. جفت دوم جک‌های هدفون تهیه شده‌است.

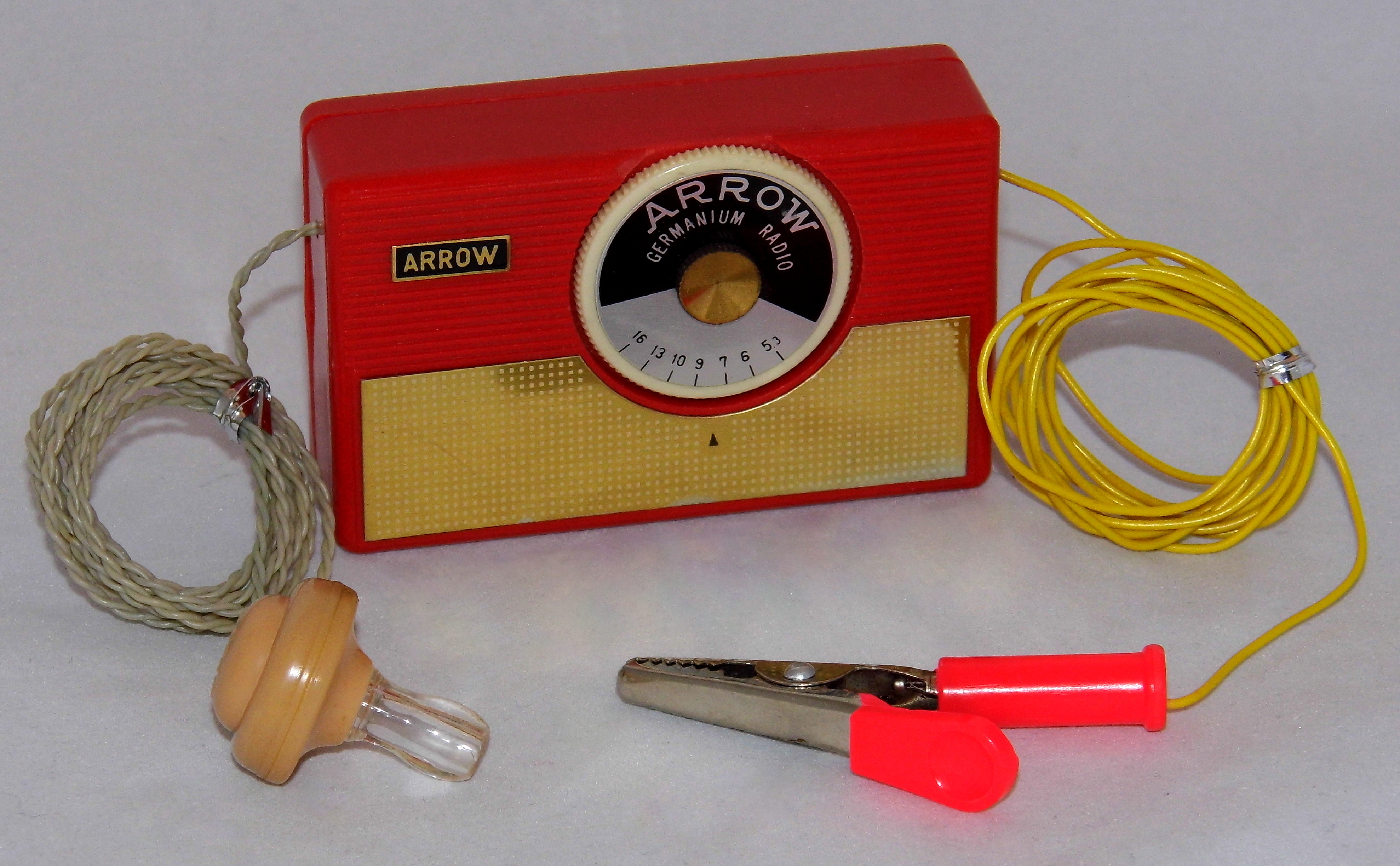
دهه ۱۹۷۰ رادیو کریستالی ارو به کودکان عرضه شد. هدفون در سمت چپ است. سیم آنتن، سمت راست، دارای کلیپی برای اتصال به اشیاء فلزی مانند فنرتخته‌خواب است که به عنوان یک آنتن اضافی برای بهبود دریافت استفاده می‌شود.

گیرنده رادیویی کریستالی که به آن مجموعه کریستالی نیز گفته می‌شود، یک گیرنده رادیویی ساده است که در روزهای ابتدایی رادیو محبوب بوده‌است. تنها از توان سیگنال رادیویی دریافت شده برای تولید صدا استفاده می‌کند، نیازی به توان خارجی ندارد. به دلیل مهم‌ترین قطعه آن، یک آشکارساز کریستالی نام دارد که در اصل از یک قطعه کانی کریستالی مانند گالن ساخته شده‌است. این عنصر اکنون یک دیود نامیده می‌شود.
رادیوهای کریستالی ساده‌ترین نوع گیرنده رادیویی هستند و می‌توان آن را با چند قطعه ارزان مانند سیم برای آنتن، سیم پیچ، خازن، آشکارساز کریستالی و هدفون ساخت. با این حال آن‌ها گیرنده‌های غیرفعال هستند، در حالی که رادیوهای دیگر از تقویت‌کننده تغذیه شده از باتری یا پریز برق دیواره استفاده می‌کنند تا سیگنال رادیو را بلندتر کنند؛ بنابراین، مجموعه‌های کریستالی صدای نسبتاً ضعیفی را تولید می‌کنند و باید با هدفون‌های حساس گوش داده شوند و فقط می‌توانند ایستگاه‌هایی را در محدوده محدود دریافت کنند.
خاصیت یک‌سوساز تماس بین یک کانی و یک فلز در سال ۱۸۷۴ توسط کارل فردیناند براون کشف شد. اولین بار در سال ۱۸۹۴ بلورها به عنوان آشکارساز امواج رادیویی در جاگادیش چاندرا بوس، در آزمایش‌های اپتیکی مایکروویو مورد استفاده قرار گرفتند. آن‌ها برای اولین بار در سال ۱۹۰۲ توسط جی‌دابلیو پیکارد به عنوان دمدولاتور برای دریافت ارتباطات رادیویی مورد استفاده قرار گرفت. رادیوهای کریستالی اولین نوع گیرنده رادیویی است که به‌طور گسترده مورد استفاده قرار می‌گرفت، و نوع اصلی مورد استفاده در دوران تلگراف بی‌سیم. رادیو کریستالی ارزان و قابل اطمینان توسط میلیون‌ها فروخته شده و خانگی یکی از محرک‌های اصلی در معرفی رادیو به مردم بوده و با آغاز پخش رادیویی در حدود سال ۱۹۲۰، به توسعه رادیو به عنوان یک وسیله سرگرمی کمک کرده‌است.
در حدود ۱۹۲۰، مجموعه‌های کریستالی توسط اولین گیرنده‌های تقویت‌کننده‌دار، که از لامپ‌های خلأ استفاده می‌کردند، کنار گذاشته شدند. با استفاده از این فناوری، مجموعه‌های کریستالیِ پیشرفته برای استفاده تجاری منسوخ شدند اما توسط طالبانش، گروه‌های جوانان و پسرهای پیشاهنگ که عمدتاً به عنوان راهی برای یادگیری در مورد فناوری رادیو است، همچنان ساخته می‌شوند. آن‌ها هنوز به عنوان وسایل آموزشی فروخته می‌شوند و گروه‌هایی از علاقه‌مندان به ساخت خودشان وجود دارند.
رادیوهای کریستالی سیگنال‌های مدولاسیون دامنه (AM) را دریافت می‌کنند و می‌توانند برای دریافت تقریباً هر باند فرکانس رادیویی طراحی شوند، اما بیشتر آن‌ها باند پخش AM را دریافت می‌کنند. تعداد کمی از باندهای موج کوتاه را می‌گیرد، اما سیگنال‌های قوی لازم است. اولین مجموعه‌های کریستالی سیگنال‌های تلگرام بی‌سیم را از طریق فرستنده جرقه شکاف در فرکانس‌های کم تا ۲۰ کیلوهرتز دریافت می‌کردند.